# Робсон Томе
Робсон Матеус Томе де Араужо Бенегас (ісп. Robson Matheus Tomé de Araújo Benegas, порт. Robson Matheus Tomé de Araújo Benegas; нар. 18 травня 2002, Санта-Крус-де-ла-Сьєрра) — болівійський футболіст, півзахисник клубу «Олвейс Реді» та національної збірної Болівії.

## Клубна кар'єра
Робсон Томе народився 2002 року в місті Санта-Крус-де-ла-Сьєрра у змішаній бразильсько-болівійській сім'ї. Розпочав займатися футболом у юнацьких команд бразильських футбольних клубів «Корінтіанс», «Португеза Деспортос», «Палмейрас» та «Крузейру», у 2022 році повернувся в Болівію, де займався в юнацькій команді «Ібрачіна». У дорослому футболі дебютував 2023 року виступами за команду «Олвейс Реді».

## Виступи за збірні
2019 року Робсон Томе дебютував у складі юнацької збірної Болівії, загалом на юнацькому рівні взяв участь у 4 іграх, відзначившись одним забитим голом.
У 2024 році Робсон Томе дебютував у складі національної збірної Болівії. У складі збірної був учасником розіграшу Кубка Америки 2024 року у США. Станом на жовтень 2024 року зіграв у складі національної збірної 4 матчі, в яких забитими м'ячами не відзначився.